# Диалектика идеального
«Диалектика идеального» — работа советского философа Эвальда Васильевича Ильенкова, в которой рассматривается проблема идеального с точки зрения марксизма.
«Идеальное» — или «идеальность» явлений — слишком важная категория, чтобы обращаться с нею бездумно и неосторожно, поскольку именно с нею связано не только марксистское понимание сути идеализма, но даже и наименование его.
К идеалистическим учениям мы относим все те концепции в философии, которые в качестве исходного пункта объяснения истории и познания берут идеальное как сознание или как воля, как мышление или как психика вообще, как «душа».

## Основная проблема и материализм
Проблема, которая поднимается в этой работе, состоит в том, что когда мы ограничиваем идеальное сознанием, то все, что не принадлежит сознанию, мы уже воспринимаем как материальное.
Для Ильенко очевидно, что мы живем в материальном мире, в котором не существует ничего кроме форм движения материи. Поэтому «идеальное» представляет собой отношение двух материальных вещей или явлений. При этом одна из этих вещей в себе воплощает существенные признаки другой. Те признаки, которые не зависимы от обстоятельств.
Какими неприятными и неожиданными последствиями может привести такое бездумное понимание «идеального». Пока же достаточно констатировать, что если вы определяете сознание как «идеальное», то на законный вопрос — а что вы при этом понимаете под «идеальным»? — отвечать фразой: «идеальное есть сознание», «есть феномен (или характеристика) сознания» — уже никак нельзя. Проблема идеальности всегда была аспектом проблемы объективности («истинности») знания, то есть проблемой тех, и именно тех форм знания, которые обусловливаются и объясняются не личностной психофизиологией, а чем-то гораздо более серьезным, чем-то стоящим над индивидуальной психикой и совершенно от нее не зависящим.
Идеальная форма — это форма вещи, но вне этой вещи, а именно в человеке, в виде формы его активной жизнедеятельности, в виде цели и потребности. Или наоборот, это форма активной жизнедеятельности человека, но вне человека, а именно в виде формы созданной им вещи, репрезентирующей, отражающей другую вещь, в том числе и такую, которая существует независимо от человека и человечества.